# Pastorano
Pastorano là một đô thị ở tỉnh Caserta trong vùng Campania của Ý, có vị trí cách khoảng 40 km về phía bắc của Napoli và khoảng 15 km về phía tây bắc của Caserta. Tại thời điểm ngày 31 tháng 12 năm 2004, đô thị này có dân số 2.525 người và diện tích là 13,8 km².
Pastorano giáp các đô thị: Camigliano, Giano Vetusto, Pignataro Maggiore, Vitulazio.